# Специални разузнавателни средства
Специални разузнавателни средства по смисъла на българския Закон за специалните разузнавателни средства са техническите средства и оперативните способи за тяхното прилагане, които се използват за изготвяне на веществени доказателствени средства - кинозаписи, видеозаписи, звукозаписи, фотоснимки и белязани предмети.
Техническите средства по смисъла на закона са електронни и механични съоръжения, както и вещества, които служат за документиране на дейността на контролирани лица и обекти.
Оперативните способи по смисъла на закона за специалните разузнавателни средства (ЗСРС) са наблюдението (чл. 5 ЗСРС), подслушването (чл. 6 ЗСРС), проследяването (чл. 7 ЗСРС), проникването, (чл. 8 ЗСРС) белязването (чл. 9 ЗСРС) и проверката на кореспонденцията (чл. 10 ЗСРС) и компютризираната информация, контролираната доставка, доверителната сделка и разследването чрез служител под прикритие, които се прилагат при използването на техническите средства по смисъла на закона.
Използването на специални разузнавателни средства е допустимо единствено в случаите, когато това се налага за предотвратяване и разкриване на тежки престъпления по реда на Наказателно-процесуалния кодекс, и когато необходимите данни не могат да бъдат събрани по друг начин. Другият допустим от закона случай, в който е разрешено използването на специални разузнавателни средства е за противодействие на дейности застрашаващи националната сигурност. От своя страна законовата легална дефиниция на понятието „национална сигурност“ е дадена твърде общо в българското законодателство, което позволява и превратно терминологично тълкуване при отправяне на искане до съдебните власти за използването на специални разузнавателни средства за противодействие на дейности, застрашаващи нацията и държавата. С промените на ЗСРС от 09.08.2013 г. е създадено Националното бюро за контрол на специалните разузнавателни средства, което е независим държавен орган, който осъществява наблюдение на процедурите по разрешаване, прилагане и използване на специалните разузнавателни средства, съхраняването и унищожаването на информацията, получена чрез специални разузнавателни средства, както и за защита на правата и свободите на гражданите срещу незаконосъобразното използване на специални разузнавателни средства.
Въпросът със законосъобразността на, и ефективността от, използваните специални разузнавателни средства е въобще висящ и дискусионен сред обществото в България. Статистиката сочи, че 12 % от информацията, събрана от тях, се използва по дела, а едва 3 % от информацията по всички ползвани специални разузнавателни средства е санирана като доказателствено средство в съда. Данните от статистиката говорят, че рискът от злоупотреби при използването на специални разузнавателни средства в Република България, и най-вече с информацията от тях, е висок. 
През годините 2006-2007 г., когато министър на вътрешните работи е Румен Петков, са изхарчени близо 100 милиона лева за използването на специални разузнавателни средства със съмнителен ефект и употреба.